# Jiří z Milevska
Jiří z Milevska (asi 40. léta 12. století – asi počátek 13. století) byl český velmož, zakladatel milevského kláštera.
Hlavním pramenem pro poznání života Jiřího z Milevska je Jarlochův letopis. Jeho jméno je dále zmiňováno i v některých listinách, v nich však Jiří většinou vystupuje pouze jako svědek.

## Život

### Rodina
O osobě Jiřího z Milevska existují jen útržkovité zprávy, proto není jasný ani jeho původ. Například Vladislav Kotek se ve své práci z roku 1955 snažil zjistit rodový původ Jiřího za pomoci porovnávání názvů sídlišť v okolí Milevska s místy v severních a západních Čechách. „Zakladatele milevského konventu ve svém článku Kotek považuje za případného syna maršálka Jiřího, který padl při křížové výpravě v roce 1148, dále za vnuka Jiřího (padl u Žatce v roce 1116) a pravnuka Stana, žateckého kastelána v letech 1108-1116.“ Tyto závěry a způsob, jakým byly zjištěny, byly ale dalšími autory zpochybňovány.
Jeho matkou byla pravděpodobně Zdislava, zakladatelka kostela na Červené, o které se dozvídáme z úmrtního záznamu z roku 1190 v klášteře ve Schläglu (česky Drkolná v Rakousku), který byl obsazován z Milevska.
Nejsou zprávy o tom, jestli byl Jiří z Milevska ženatý a měl děti, ale má se za to, že ženatý nebyl (nebo byl vdovec) a byl také pravděpodobně bezdětný.

### Bitva u Loděnice
Kronikář Jarloch uvadí, že se Jiří roku 1185 zúčastnil bitvy u Loděnice. Jiří v této bitvě málem přišel o život, když byl pod ním zabit jeho kůň. Z válečné vřavy ho zachránili dva členové jeho družiny, Mstoň a Ploužin, kteří mu našli jiného koně a Jiřího z bitvy vyvedli. Podobně šťastný osud ale nepotkal Juru, jeho číšníka, který na následky zranění z bitvy zahynul. Z majetku, který Jura odkázal svatému Jiljí byla později zakoupena osada Staňkov.
Zápis v Jarlochově kronice dosvědčuje významné postavení Jiřího z Milevska. To, že měl Jiří na svém dvoře číšníka, který byl natolik movitý, že se za jeho dědictví dala pořídit osada Staňkov, nasvědčuje, že jeho dvůr mohl být organizovaný podobně jako dvůr samotného panovníka. Zároveň Jiří disponoval i svou vlastní družinou, jejíž dva členové mu pomohli vyváznout z bitvy.

### Založení milevského kláštera
Půdu pro založení milevského kláštera si Jiří připravil již v roce 1184, kdy s pražským biskupem Jindřichem Břetislavem směnil své vesnice v severozápadních a středních Čechách za vesnice v okolí Milevska. Tímto převodem Jiří konkrétně získal vsi Dobrotěšice, Hrejkovice a Mimoňovice.
V literatuře nepanuje shoda o tom, co vedlo Jiřího k založení kláštera. Mohlo by se jednat o votivní fundaci (spojenou s událostmi bitvy u Loděnice), Jiří Kuthan ale vidí v založení kláštera politický krok, kterým si Jiří chtěl zajistit podporu církve ve svém kolonizačním podnikání.
Založení kláštera bylo v té době něco, co si mohli dovolit pouze významní lidé, což také svědčí o významném postavení Jiřího z Milevska.  Do milevského kláštera byl povolán tehdy oblíbený řád premonstrátů a jeho prvním opatem byl v roce 1187 zvolen Jarloch.

### Konec života
Dále se o Jiřím dozvídáme například z listin souvisejících se založením kláštera v Teplé roku 1197, kde Jiří figuruje mezi svědky. Ve stejném roce se v Milevsku zastavil kardinál Petr při své cestě z Říma do Prahy, kam s ním pokračovali i Jiří a Jarloch.
Poslední konkrétní zpráva o Jiřím pochází opět z Jarlochovy kroniky a můžeme ji datovat do roku 1198. Jiří se zúčastnil tažení vojska Přemysla Otakara I. na pomoc Filipovi Švábskému do Německa.
Přesný rok Jiřího úmrtí neznáme. Je pravděpodobné, že zemřel někdy před rokem 1206. Soudit tak můžeme na základě listiny Přemysla Otakara I. z roku 1207 o směně vesnic z jeho majetku.

## Majetky
Majetek Jiřího z Milevska byl poměrně rozsáhlý a Pavel Břicháček se domnívá, na základě toho, že většina majetku se rozkládala v blízkosti původních hradských center, že Jiří získal své postavení ve službách Přemyslovců při správě země.
Jiřího majetek v okolí samotného milevského kláštera nemohl být příliš rozsáhlý, jelikož většina obcí ve zdejším kraji byla již v držení jiných rodů (například Vítkovců, vladyckých rodů) a některé statky byly v majetku krále nebo pražského biskupství a břevnovského kláštera. Kotek se tedy domnívá, že Jiřímu patřila oblast mezi Milevskem a Červenou nad Vltavou a lovecké panství při Vltavě.
Jiří pravděpodobně vlastnil nějaké majetky i na Neveklovsku, Netolicku, v severních Čechách v okolí Roudnice nad Labem a v západních Čechách od Žluticka a Podbořanska až k Přimdě.